# Phyllidiidae
Famille
Les Phyllidiidae sont une famille de mollusques de l'ordre des nudibranches.

## Description et caractéristiques
Les espèces de cette famille ont un corps ovale, robuste, et couvert dorsalement de papilles arrondies et coriaces. Les rhinophores sont lamellés et rétractables. Ils ont perdu leur panache branchial, au profit de branchies secondaires situées entre le pied et le manteau. Ils se nourrissent d'éponges, par succion : ils n'ont donc ni radula ni mâchoires. 
Ces nudibranches sont toxiques pour les éventuels prédateurs : c'est sans doute pour cette raison que les juvéniles de l'holothurie Pearsonothuria graeffei sont mimétiques de certaines espèces tropicales de cette famille. 

## Liste des genres
Selon World Register of Marine Species, prenant pour base la taxinomie de Bouchet & Rocroi (2005), on compte cinq genres :
- Ceratophyllidia Eliot, 1903 -- 2 espèces
- Phyllidia Cuvier, 1797 -- 25 espèces
- Phyllidiella Bergh, 1869 -- 14 espèces
- Phyllidiopsis Bergh, 1876 -- 31 espèces
- Reticulidia Brunckhorst, 1990 -- 4 espèces

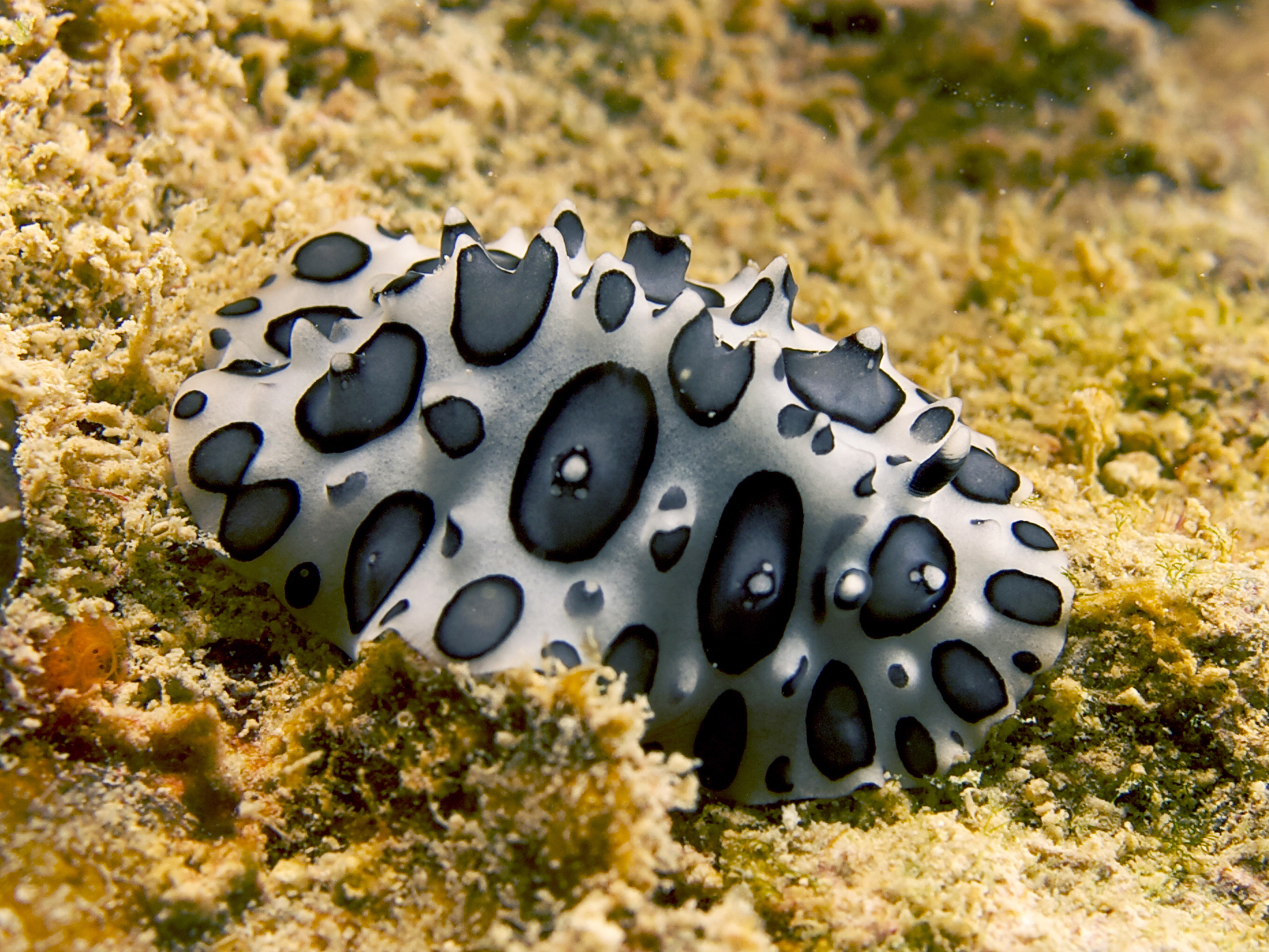
Ceratophyllidia papilligera
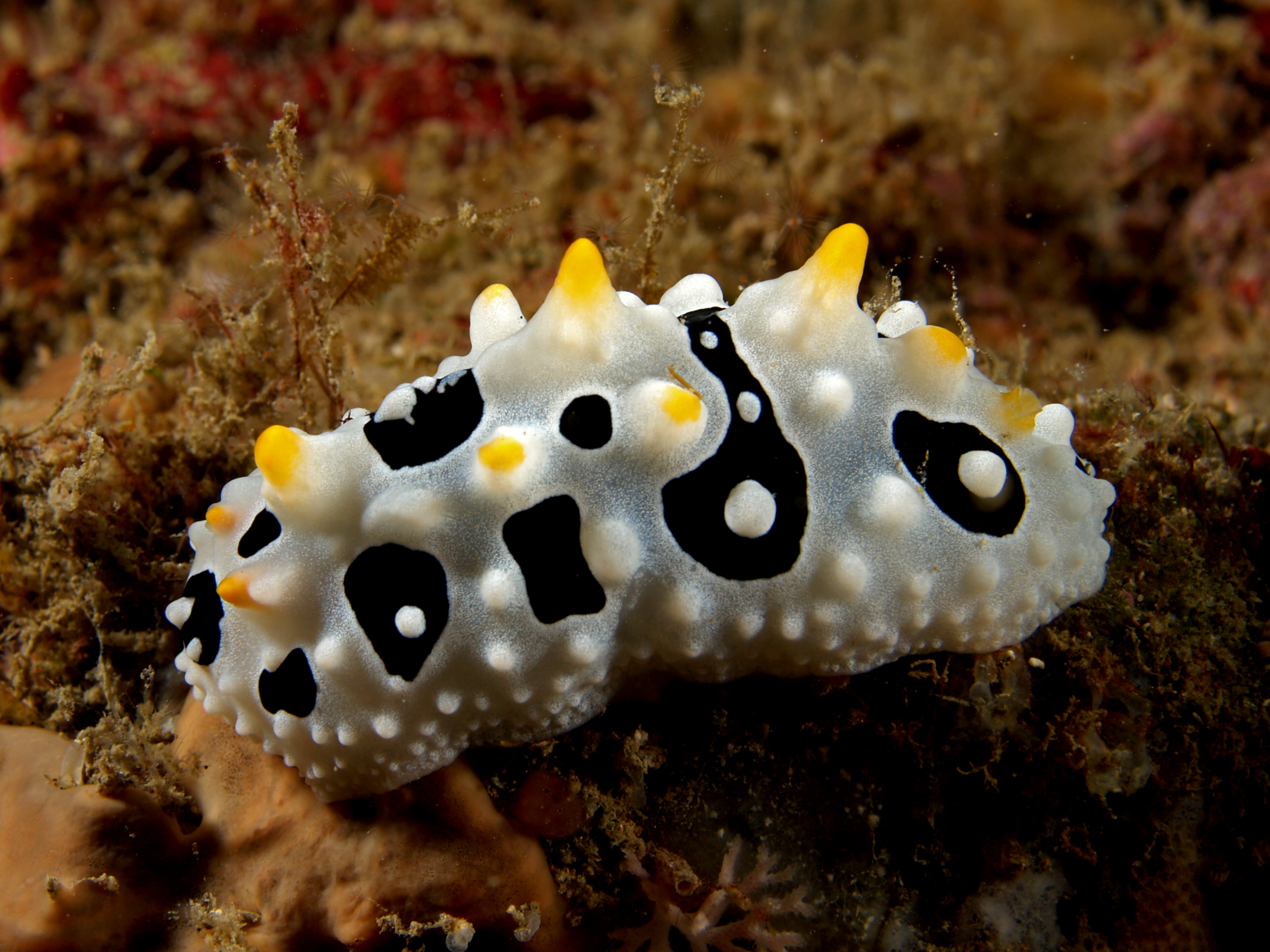
Phyllidia babai
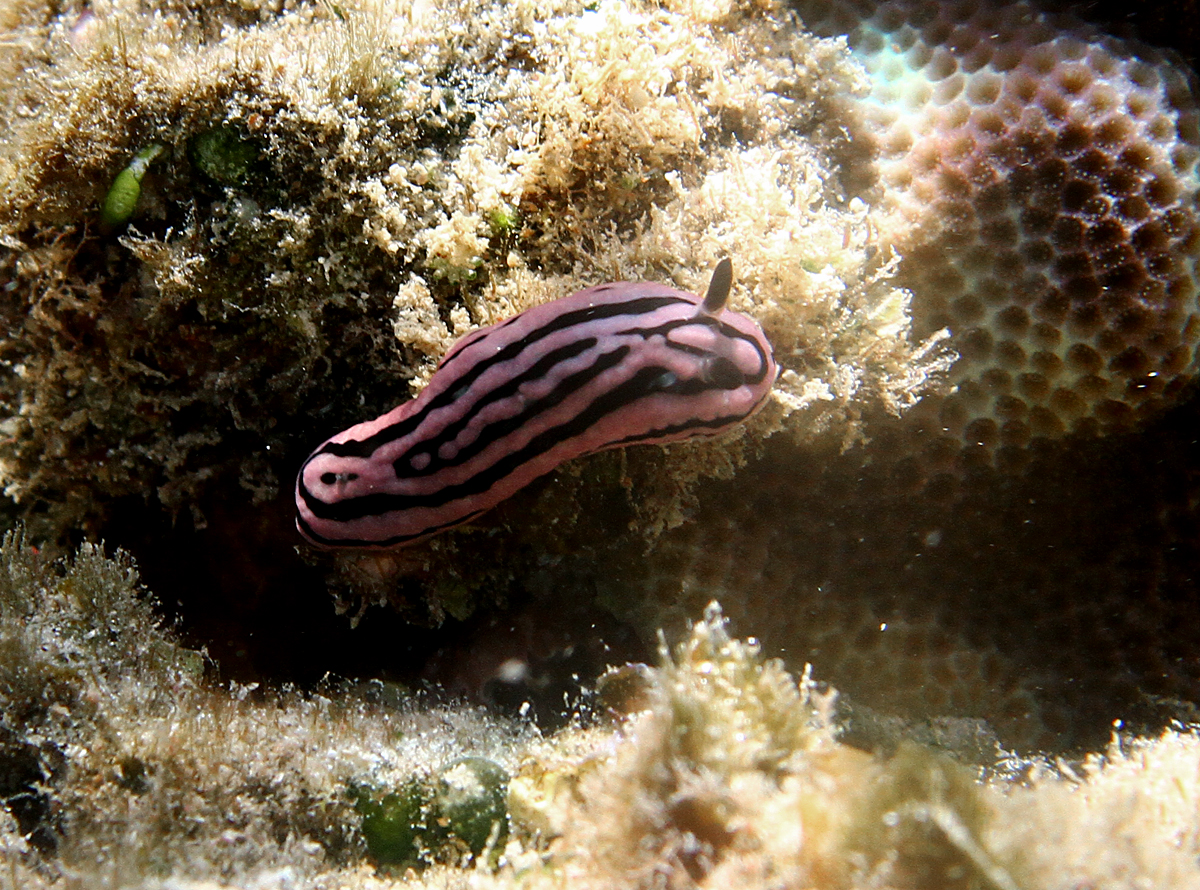
Phyllidiella rosans
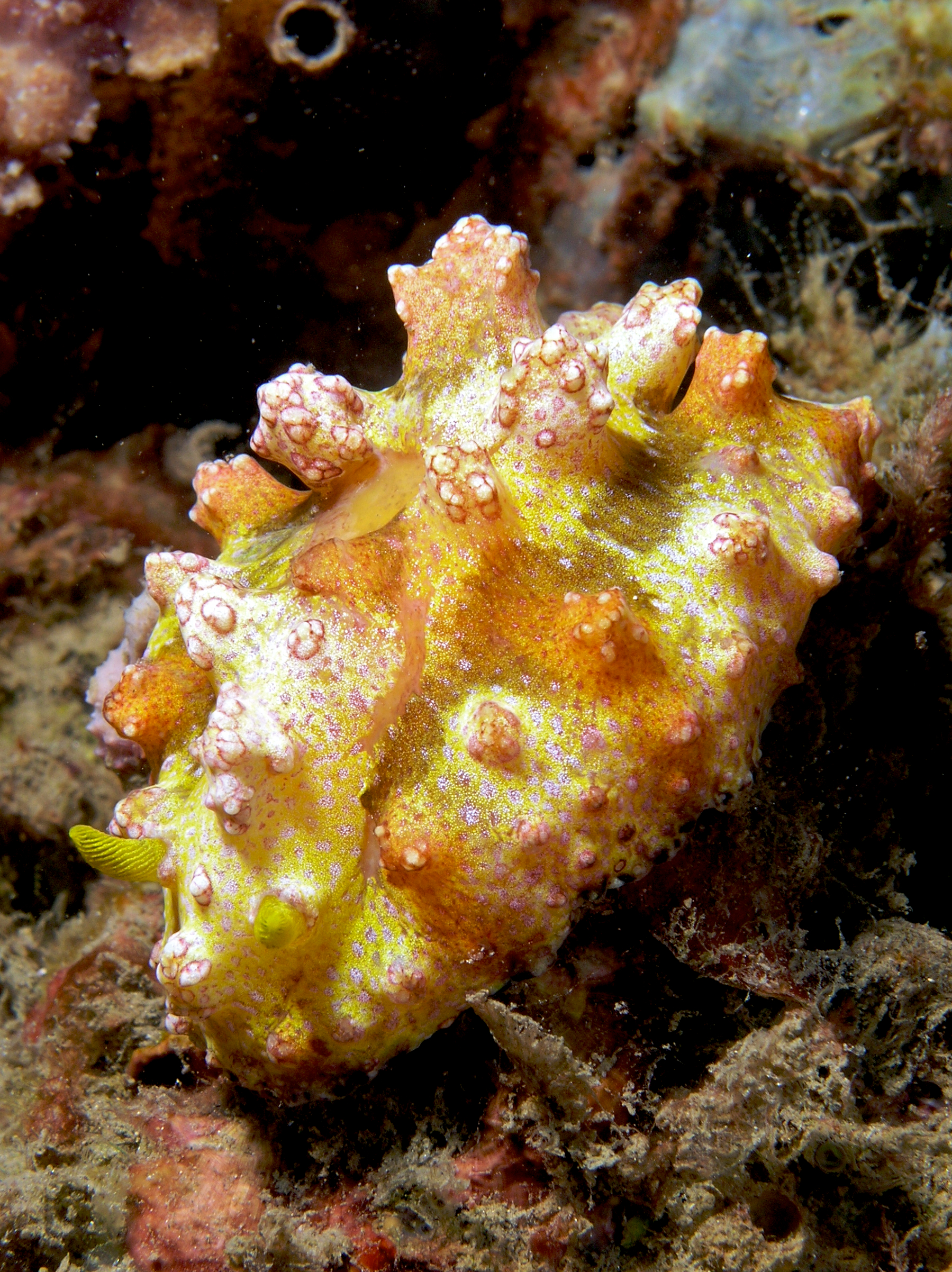
Phyllidiopsis cardinalis
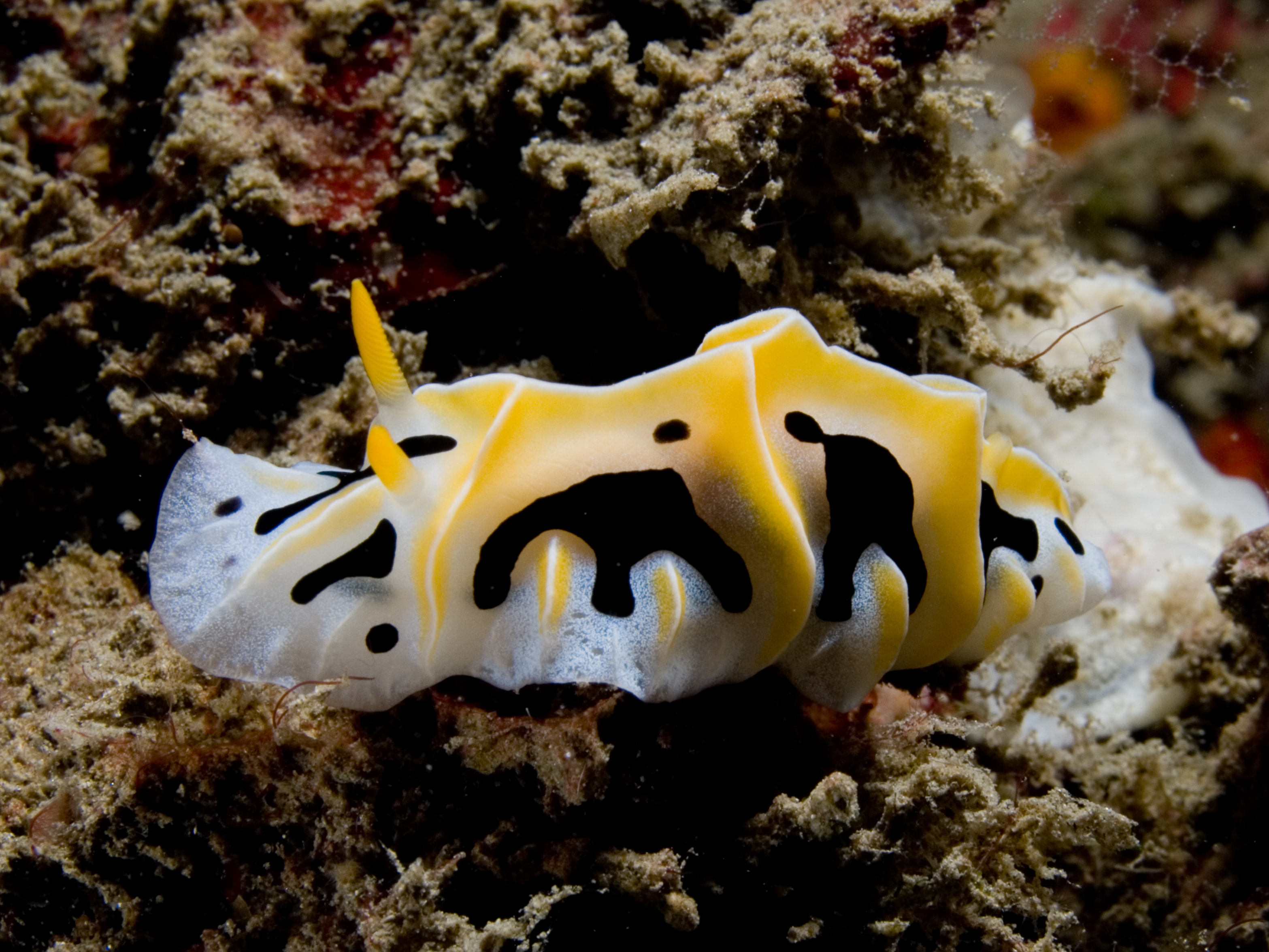
Reticulidia fungia